# Jean Charles Louis de Birkenfeld-Gelnhausen
Titre
Comte palatin de Birkenfeld à Gelnhausen
10 février 1780 – 31 mars 1789
(9 ans, 1 mois et 21 jours)
Jean Charles Louis de Birkenfeld-Gelnhausen (en allemand : Carl Johann Ludwig Pfalzgraf von Zweibrucken-Birkenfeld zu Gelnhausen) (né à Gelnhausen 18 septembre 1745 et mort à Mannheim 31 mars 1789) est un comte palatin de Birkenfeld à Gelnhausen de 1780 à 1789.

## Biographie
Né à Gelnhausen le 18 septembre 1745, Jean Charles Louis est le fils aîné et le premier des huit enfants de Jean de Birkenfeld-Gelnhausen et de Sophie-Charlotte de Salm-Dhaun. À sa naissance, il est comte palatin de Birkenfeld à Gelnhausen. Dès 1756, il est promu à Tübingen général major dans l'armée impériale du Saint-Empire romain et connu sous les prénoms de « Johann Carl ».
Lorsque son père meurt, le 10 février 1780, Jean Charles Louis lui succède comme comte palatin de Birkenfeld à Gelnhausen. Il demeure célibataire et meurt à l'âge de 43 ans, à Mannheim le 31 mars 1789. Il est inhumé dans l'église évangélique luthérienne de Mannheim.
Son frère cadet Guillaume lui succède et deviendra duc en Bavière en 1799.

## Titulature
- 18 septembre 1745 — 10 février 1780 : Son Altesse Sérénissime le comte palatin Jean Charles Louis de Birkenfeld à Gelnhausen ;
- 10 février 1780 — 31 mars 1789 : Son Altesse Sérénissime le comte palatin de Birkenfeld à Gelnhausen.